# Tawfiq Yusuf Awwad
Pour les articles homonymes, voir Awwad.
Tawfiq Yusuf Awwad ou Tawfiq Yoûssef Awwad ou Toufic Youssef Aouad (توفيق يوسف عواد) est un écrivain libanais né en 1911 à Bhorsaf et décédé à Beyrouth en 1989.

## Biographie
Il fut diplomate, ambassadeur du Liban, notamment en Italie.
Il est décédé victime d'un bombardement de l’ambassade d’Espagne à Beyrouth pendant la Guerre du Liban.

## Œuvres traduites en français
- Dans les meules de Beyrouth, [« Tawâhîn Bayrût »], trad. de Fifi Abou Dib, Arles, France, Actes Sud, coll. « Sindbad, “Les Littératures contemporaines” », Beyrouth, Liban, L'Orient des livres, 2012, 304 p.  (ISBN 978-2-7427-8978-8)
- Le Pain, [« Al-raġhīf الرغيف »], trad. de Fifi Abou Dib, Paris, L'Orient des livres/Sindbad/Actes Sud, cop. 2015, 260 p.  (ISBN 978-2-3300-3964-6)